# 上尾市民球場
上尾市民球場（あげおしみんきゅうじょう）は、埼玉県上尾市菅谷の上平公園内にある硬式野球場である。命名権による通称はUDトラックス上尾スタジアム（略称はUD上尾スタ。2022年4月1日より2028年3月31日まで）。

## 概要
1998年5月1日に上尾市の市制施行40周年を記念して整備した上平公園に同年9月1日に開場。この公園は、皇太子（現在の上皇）の結婚を記念して民有地を40年間の期間で借用して1963年に整備され、「プリンス公園」の通称で親しまれた上尾公園を実質的に移転整備した物であり、同公園内にあった野球場（通称は「プリンス球場」）を後継するものである。
主に、プロ野球イースタン・リーグ（埼玉西武ライオンズ）公式戦、高校野球埼玉大会、草野球などに使用される。
同公園内には、テニスコートやジョギングコース、親水広場などがある。
2004年のプロ野球ストライキでは、この球場での開催分のイースタンリーグ公式戦が中止になった。
2016年春は東都大学野球2部リーグ戦の開幕カードが組まれた。
2017年より、ベースボール・チャレンジ・リーグの埼玉武蔵ヒートベアーズが公式戦を開催している。2018年以降も開催されており、2021年は主催試合最多の12試合を実施した。2022年も前年同様、最多の12試合だった。

## 命名権
2022年2月10日に、市内に本社および工場が所在するUDトラックスが、上尾市との間で同年4月から3年間の命名権契約（年額300万円）を締結したと発表された。また2025年1月には新たに2028年3月まで命名権契約を更新したことが発表された。

## 施設概要
- 両翼95m、中堅121m
- スコアボード：フルカラーLED表示[9][10]
  - 旧スコアボード：電光式
- 収容人員：5,500人
- ブルペン：室内ブルペン式

## アクセス
- JR東日本高崎線上尾駅で下車し、駅東口のバスのりばから上尾市内循環バス『ぐるっとくん』の「原市循環」の「市役所先廻り」または「上平循環」の「上平公園先廻り」に乗り、約7分の『上平公園南口』で下車。
- おなじく上尾駅東口から朝日バス羽貫駅行に乗り、『西門前』で下車。球場からは離れているが、こちらの方が本数は多い。